# Draft de la NBA de 1975
El Draft de la NBA de 1975 fue el vigesimonoveno draft de la National Basketball Association (NBA). El draft se celebró el 29 de mayo de 1975 antes del comienzo de la temporada 1975-76. 
En este draft, dieciocho equipos de la NBA seleccionaron a jugadores amateurs del baloncesto universitario y otros jugadores elegibles, incluidos internacionales. Los jugadores que hubiesen terminado el periplo universitario de cuatro años estaban disponibles para ser seleccionados. Si un jugador abandonaba antes la universidad, no podía ser escogido en el draft hasta que su clase se graduase. Antes del draft, dieciocho jugadores que no habían terminado los cuatro años universitarios y dos jugadores de instituto fueron declarados elegibles para ser seleccionados bajo la regla de "necesidad". Estos jugadores demostraron sus necesidades financieras a la liga, que les concedió el derecho a comenzar sus carreras profesionales antes de lo permitido.
Las dos primeras elecciones del draft correspondieron a los equipos que finalizaron en la última posición en cada división, con el orden determinado por un lanzamiento de moneda. Atlanta Hawks, que obtuvo la elección de primera ronda de New Orleans Jazz en un traspaso, ganó el primer puesto del draft, mientras que Los Angeles Lakers fue premiado con la segunda elección. Los demás equipos seleccionaron en orden inverso al registro de victiorias-derrotas en la temporada anterior. Antes del draft, Kansas City-Omaha Kings fue renombrado a Kansas City Kings. El draft consistió de diez rondas y 174 jugadores fueron seleccionados. La liga también celebró, el 30 de diciembre de 1975, un draft suplementario con jugadores de la American Basketball Association (ABA) que nunca fueron seleccionados en el Draft de la NBA.

## Selecciones y notas del draft

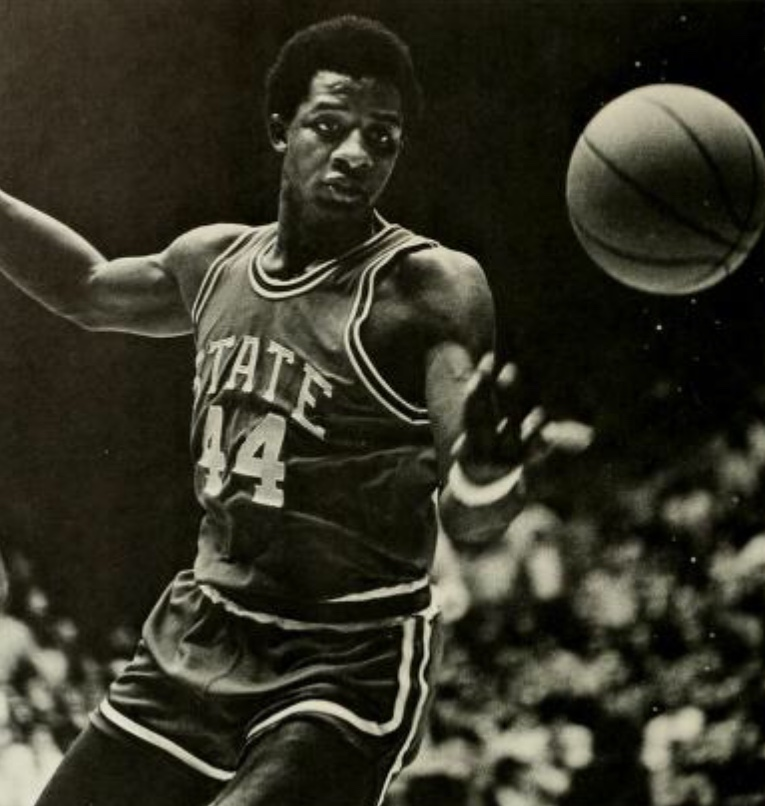
Fotografía de David Thompson, pick número 1 del draft de 1975.

David Thompson, de la Universidad de North Carolina State, fue seleccionado en la primera posición del draft por Atlanta Hawks. Thompson también fue seleccionado en primera ronda en el Draft de la ABA de 1975 por Virginia Squires, antes de que los Squires traspasaran sus derechos a Denver Nuggets. Jugó en los Nuggets antes de debutar en la NBA en 1976 tras la fusión de la ABA y la NBA. Durante su primera y única temporada en la ABA, ganó el MVP del All-Star Game de la NBA y el Rookie del Año de la ABA y formó parte del All-Star y del mejor quinteto de la ABA. En la NBA fue incluido en el mejor quinteto de la NBA en dos ocasiones y en cuatro All-Star Game de la NBA. Fue incluido posteriormente en el Basketball Hall of Fame. Marvin Webster, la tercera elección, también militó en los Nuggets de la ABA antes de llegar a la NBA en 1976. Thompson y Webster son los únicos jugadores de primera ronda de este draft que declinaron jugar en la NBA y optar por la ABA. Webster fue también seleccionado por los Hawks, por lo que las dos elecciones de los Hawks no jugaron en el equipo. No obstante, ambos jugadores ficharon por los Nuggets en la ABA.
Gus Williams, la vigésima elección, fichó por Seattle SuperSonics tras dos temporadas en Golden State Warriors. Ganó el campeonato de la NBA con los Sonics en 1979, y fue incluido en el mejor quinteto de la liga y en el All-Star en dos ocasiones. World B. Free (por entonces conocido como Lloyd Free), la vigesimotercera elección, jugó en cinco equipos en sus trece años como profesional y fue incluido en un mejor quinteto y en un All-Star Game. Dan Roundfield, vigesimoctava elección, también fue seleccionado en el Draft de la ABA de 1975. Jugó en Indiana Pacers de la ABA antes de debutar en la NBA en 1976. Integró un mejor quinteto de la temporada, tres All-Star Game y formó parte del mejor quinteto defensivo de la NBA en cuatro campañas. Alvan Adams, de la Universidad de Oklahoma, ganó el Rookie del Año de la NBA en su primera temporada y fue seleccionado en la cuarta posición por Phoenix Suns. Adams y la sexta elección Lionel Hollins son los otros jugadores del draft que han participado en un All-Star Game. Tras retirarse como jugador, Hollins se convirtió en entrenador. Fue nombrado en dos ocasiones entrenador interino de Vancouver/Memphis Grizzlies en 1999 y 2004 antes de ejercer como entrenador permanente en 2009.
Darryl Dawkins, la quinta elección, y Bill Willoughby, la decimonovena, se convirtieron en los dos primeros jugador en jugar en la NBA procedentes directamente del instituto. También fueron el segundo y tercer jugador en entrar en una liga profesional sin pasar por la universidad, tras Moses Malone en el Draft de la ABA de 1974. A su vez, también se convirtieron en el segundo y tercer jugador procedente directamente del instituto en ser seleccionado en el Draft de la NBA, tras Reggie Harding en el Draft de la NBA de 1962. Sin embargo, debido a las reglas, a Harding se le prohibió la entrada en la NBA hasta un año después de que su clase en el instituto se graduase, por lo que tuvo que esperar hasta 1963 para debutar. Dawkins jugó catorce temporadas en la NBA en cuatro equipos diferentes, mientras que Willoughby disputó ocho campañas en seis equipos.
En la décima ronda, New Orleans Jazz seleccionó al soviético Aleksandr Belov en la 161.ª posición. Belov, que jugó en el Spartak Leningrad antes del draft, permaneció en el equipo europeo hasta el final de su carrera. Tuvo una carrera exitosa, ganando dos Recopas y una liga soviética, además de cuatro medallas de oro con la selección de baloncesto de la Unión Soviética. Por sus logros, fue incluido por la Federación Internacional de Baloncesto (FIBA) en el FIBA Hall of Fame.

## Leyenda
|  | Denota jugador miembro del Basketball Hall of Fame                                                 |
|  | Denota jugador que ha sido seleccionado al menos en un All-Star Game y un Mejor Quinteto de la NBA |
|  | Denota jugador que ha sido seleccionado al menos en un All-Star Game                               |
|  | Denota jugador que nunca ha jugado en la NBA                                                       |

## Draft

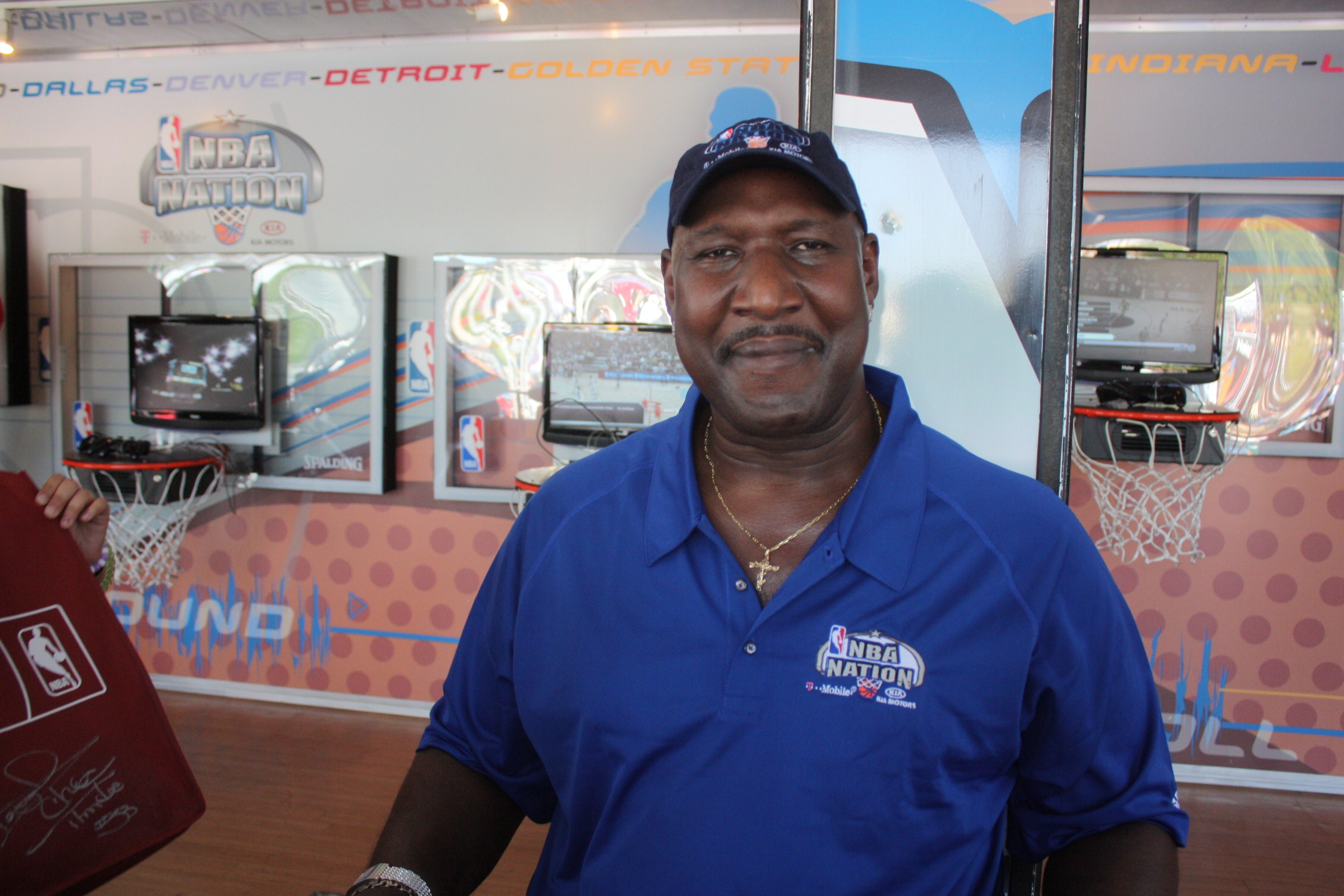
Darryl Dawkins, la 5.ª elección.

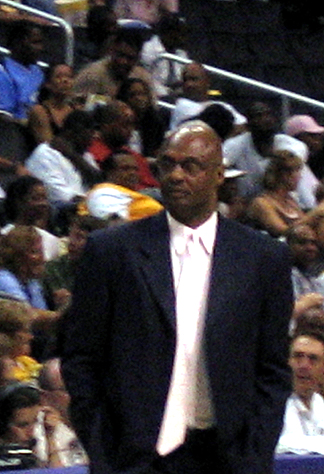
Joe Bryant, la 14.ª elección.

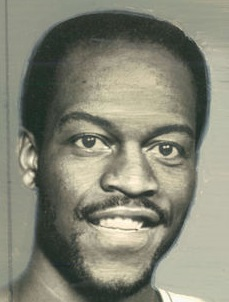
Gus Williams, la 20.ª elección.

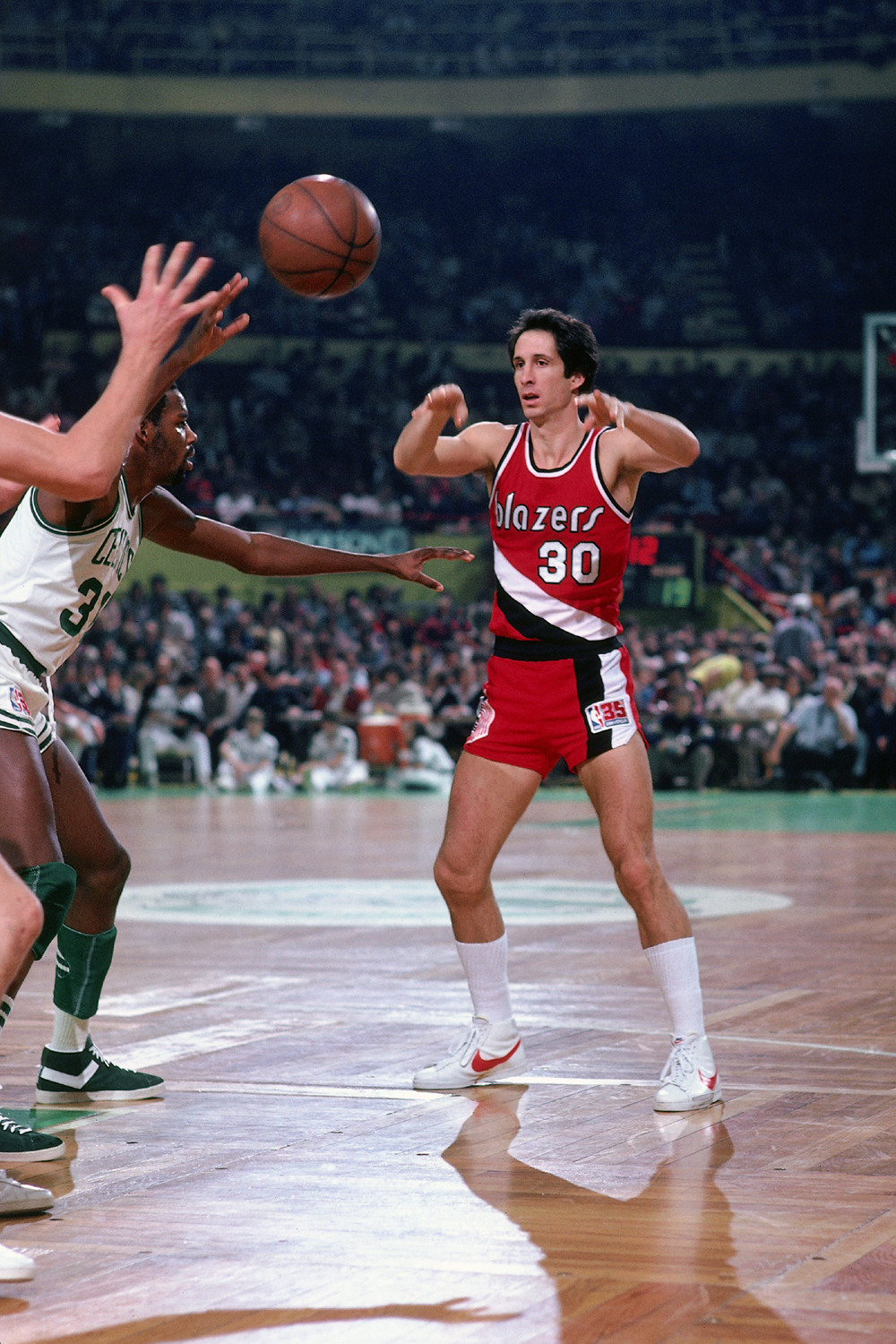
Bob Gross, la 25.ª elección.

| Ronda | Pick | Jugador          | Pos. | Nacionalidad   | Equipo                                                       | Universidad/equipo                       |
| ----- | ---- | ---------------- | ---- | -------------- | ------------------------------------------------------------ | ---------------------------------------- |
| 1     | 1    | David Thompson   | G/F  | Estados Unidos | Atlanta Hawks (desde New Orleans)                            | NC State (Sr.)                           |
| 1     | 2    | David Meyers     | F/C  | Estados Unidos | Los Angeles Lakers                                           | UCLA (Sr.)                               |
| 1     | 3    | Marvin Webster   | C    | Estados Unidos | Atlanta Hawks                                                | Morgan State (Sr.)                       |
| 1     | 4    | Alvan Adams      | F/C  | Estados Unidos | Phoenix Suns                                                 | Oklahoma (Jr.)                           |
| 1     | 5    | Darryl Dawkins   | C    | Estados Unidos | Philadelphia 76ers                                           | Maynard Evans HS (Florida) (HS Sr.)      |
| 1     | 6    | Lionel Hollins   | G    | Estados Unidos | Portland Trail Blazers                                       | Arizona State (Sr.)                      |
| 1     | 7    | Rich Kelley      | F/C  | Estados Unidos | New Orleans Jazz (desde Milwaukee)                           | Stanford (Sr.)                           |
| 1     | 8    | Junior Bridgeman | G/F  | Estados Unidos | Los Angeles Lakers (desde Cleveland)                         | Louisville (Sr.)                         |
| 1     | 9    | Gene Short       | F    | Estados Unidos | New York Knicks                                              | Jackson State (Jr.)                      |
| 1     | 10   | Bill Robinzine   | F    | Estados Unidos | Kansas City Kings (desde Detroit vía New York y New Orleans) | DePaul (Sr.)                             |
| 1     | 11   | Joe Meriweather  | F/C  | Estados Unidos | Houston Rockets                                              | Southern Illinois (Sr.)                  |
| 1     | 12   | Frank Oleynick   | G    | Estados Unidos | Seattle SuperSonics                                          | Seattle (Jr.)                            |
| 1     | 13   | Bob Bigelow      | G/F  | Estados Unidos | Kansas City Kings                                            | Pensilvania (Sr.)                        |
| 1     | 14   | Joe Bryant       | F/C  | Estados Unidos | Golden State Warriors (desde Chicago)                        | La Salle (Jr.)                           |
| 1     | 15   | John Lambert     | F/C  | Estados Unidos | Cleveland Cavaliers (desde Golden State)                     | USC (Sr.)                                |
| 1     | 16   | Ricky Sobers     | G    | Estados Unidos | Phoenix Suns (desde Buffalo)                                 | UNLV (Sr.)                               |
| 1     | 17   | Tom Boswell      | F/C  | Estados Unidos | Boston Celtics                                               | South Carolina (Sr.)                     |
| 1     | 18   | Kevin Grevey     | G/F  | Estados Unidos | Washington Bullets                                           | Kentucky (Sr.)                           |
| 2     | 19   | Bill Willoughby  | F/C  | Estados Unidos | Atlanta Hawks (desde New Orleans)                            | Dwight Morrow HS (Nueva Jersey) (HS Sr.) |
| 2     | 20   | Gus Williams     | G    | Estados Unidos | Golden State Warriors (desde Los Ángeles)                    | USC (Sr.)                                |
| 2     | 21   | Bruce Seals      | F    | Estados Unidos | Seattle SuperSonics (desde Atlanta)                          | Utah Stars (ABA)                         |
| 2     | 22   | Clyde Mayes      | F    | Estados Unidos | Milwaukee Bucks (desde Phoenix vía New Orleans)              | Furman (Sr.)                             |
| 2     | 23   | Lloyd Free       | G    | Estados Unidos | Philadelphia 76ers                                           | Guilford (Jr.)                           |
| 2     | 24   | Cornelius Cash   | F    | Estados Unidos | Milwaukee Bucks                                              | Bowling Green (Sr.)                      |
| 2     | 25   | Bob Gross        | G/F  | Estados Unidos | Portland Trail Blazers                                       | Long Beach State (Sr.)                   |
| 2     | 26   | Luther Burden    | G    | Estados Unidos | New York Knicks                                              | Utah (Jr.)                               |
| 2     | 27   | Walter Luckett   | G    | Estados Unidos | Detroit Pistons                                              | Ohio (Jr.)                               |
| 2     | 28   | Dan Roundfield   | F/C  | Estados Unidos | Cleveland Cavaliers                                          | Central Michigan (Sr.)                   |
| 2     | 29   | Jim Blanks       | G/F  | Estados Unidos | Houston Rockets                                              | Gardner–Webb (Sr.)                       |
| 2     | 30   | Steve Green      | F    | Estados Unidos | Chicago Bulls (desde Seattle)                                | Indiana (Sr.)                            |
| 2     | 31   | Glenn Hansen     | G    | Estados Unidos | Kansas City Kings                                            | LSU (Sr.)                                |
| 2     | 32   | John Laskowski   | G    | Estados Unidos | Chicago Bulls                                                | Indiana (Sr.)                            |
| 2     | 33   | Mel Utley        | G    | Estados Unidos | Cleveland Cavaliers (desde Golden State)                     | St. John's (Sr.)                         |
| 2     | 34   | Larry Fogle      | G    | Estados Unidos | New York Knicks (desde Buffalo vía Chicago)                  | Canisius (Jr.)                           |
| 2     | 35   | Allen Murphy     | G    | Estados Unidos | Phoenix Suns (desde Washington)                              | Louisville (Sr.)                         |
| 2     | 36   | Jimmy Dan Conner | G    | Estados Unidos | Phoenix Suns (desde Boston)                                  | Kentucky (Sr.)                           |

## Otras elecciones
La siguiente lista incluye otras elecciones de draft que han aparecido en al menos un partido de la NBA.
| Ronda | Pick | Jugador          | Pos. | Nacionalidad   | Equipo                                 | Universidad/equipo         |
| ----- | ---- | ---------------- | ---- | -------------- | -------------------------------------- | -------------------------- |
| 3     | 37   | Rudy Hackett     | F    | Estados Unidos | New Orleans Jazz                       | Syracuse (Sr.)             |
| 3     | 38   | Jim McElroy      | G    | Estados Unidos | New Orleans Jazz (desde Los Ángeles)   | Central Michigan (Sr.)     |
| 3     | 47   | Rudy White       | G    | Estados Unidos | Houston Rockets                        | Arizona State (Sr.)        |
| 3     | 48   | Tom Kropp        | G    | Estados Unidos | Washington Bullets (desde Seattle)     | Kearney State (Sr.)        |
| 3     | 50   | Gus Gerard       | G/F  | Estados Unidos | Portland Trail Blazers (desde Chicago) | Spirits of St. Louis (ABA) |
| 3     | 51   | Robert Hawkins   | G    | Estados Unidos | Golden State Warriors                  | Illinois State (Jr.)       |
| 3     | 53   | Jerome Anderson  | G    | Estados Unidos | Boston Celtics                         | West Virginia (Sr.)        |
| 3     | 54   | Bayard Forrest   | C    | Estados Unidos | Phoenix Suns (desde Washington)        | Grand Canyon (Jr.)         |
| 4     | 56   | C. J. Kupec      | F/C  | Estados Unidos | Los Angeles Lakers                     | Michigan (Sr.)             |
| 4     | 57   | Monte Towe       | G    | Estados Unidos | Atlanta Hawks                          | NC State (Sr.)             |
| 4     | 61   | Phil Hicks       | F    | Estados Unidos | Portland Trail Blazers                 | Tulane (Sr.)               |
| 4     | 62   | Eric Fernsten    | F/C  | Estados Unidos | Cleveland Cavaliers                    | San Francisco (Sr.)        |
| 4     | 64   | Lindsay Hairston | F/C  | Estados Unidos | Detroit Pistons                        | Michigan State (Sr.)       |
| 5     | 75   | Wilbur Holland   | G    | Estados Unidos | Atlanta Hawks                          | New Orleans (Sr.)          |
| 5     | 76   | Joe Pace         | C    | Estados Unidos | Phoenix Suns                           | Coppin State (Jr.)         |
| 6     | 92   | Don Ford         | F    | Estados Unidos | Los Angeles Lakers                     | UC Santa Bárbara (Sr.)     |
| 6     | 99   | Henry Ward       | G/F  | Estados Unidos | Cleveland Cavaliers                    | Jackson State (Sr.)        |
| 7     | 113  | Mike Flynn       | G    | Estados Unidos | Philadelphia 76ers                     | Kentucky (Sr.)             |
| 8     | 136  | Andre McCarter   | G    | Estados Unidos | Cleveland Cavaliers                    | UCLA (Sr.)                 |
| 8     | 139  | Jim Bostic       | F    | Estados Unidos | Kansas City Kings                      | New Mexico State (Sr.)     |
| 9     | 151  | Terry Thomas     | F    | Estados Unidos | Detroit Pistons                        | Detroit (Sr.)              |

## Draft suplementario

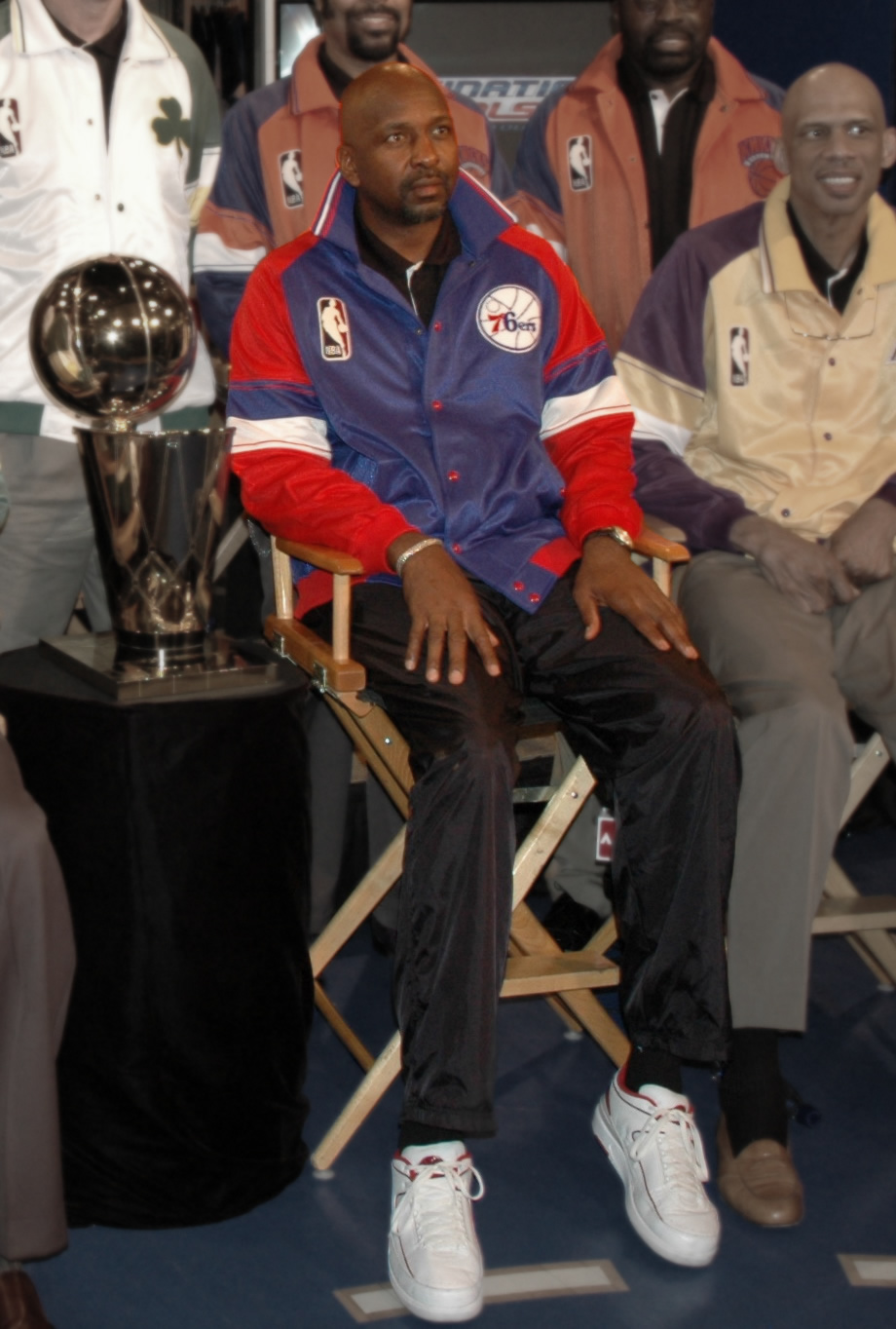
Moses Malone fue seleccionado por New Orleans Jazz en la primera posición.

El 9 de diciembre de 1975, la NBA planeó celebrar un draft suplementario que incluyese a cinco jugadores de la ABA que nunca habían sido seleccionados en el Draft de la NBA debido a que sus clases de la universidad no se habían graduado aún y no se habían acogido a la regla de "necesidad". Los equipos seleccionaron en orden inverso al registro de victiorias-derrotas en la temporada anterior. El equipo que hiciese una selección perdía el derecho a seleccionar en la primera ronda del Draft de la NBA de 1976. Los equipos no estaban obligados a seleccionar en este draft y así poder mantener sus derechos de elección en el Draft de 1976. La ABA se opuso al draft, acusando a la NBA de intentar reducir la confianza en la estabilidad de la liga. A pesar del aplazamiento inicial, el draft finalmente se celebró el 30 de diciembre de 1975.
New Orleans Jazz seleccionó en primera posición a Moses Malone, un jugador de instituto que entró directamente en el baloncesto profesional sin pasar por la universidad tras ser escogido en el Draft de la ABA de 1974. Los Angeles Lakers seleccionó a Mark Olberding en la segunda posición, un universitario de segundo año también elegido en el Draft de la ABA de 1974. Debido a que los Jazz y los Lakers traspasaron sus primeras rondas del Draft de 1976, ambos equipos tuvieron que renunciar a sus primeras rondas en el Draft de la NBA de 1977. Los otros jugadores seleccionados fueron Mel Bennett, Skip Wise y Charles Jordan en la segunda, tercera y cuarta ronda respectivamente. Todos los jugadores, excepto Wise, tenían contrato con sus equipos de la ABA en el momento del draft, y permanecieron en sus respectivos equipos hasta final de temporada. Tras la desaparición de Virginia Squires antes de la fusión de la ABA y la NBA en junio de 1976, Bennett fichó por el equipo que le seleccionó, Philadelphia 76ers. Bajo el acuerdo de fusión, los Jazz y los Lakers tuvieron que ceder sus derechos sobre Malone y Olberding y recuperaron sus elecciones de primera ronda de 1977. Malone fue seleccionado posteriormente por Portland Trail Blazers en el draft de dispersión de la ABA, mientras que Olberding permaneció con los Spurs, que se unieron a la NBA. Wise y Jordan nunca jugaron en la NBA.
| Ronda | Pick | Jugador        | Pos. | Nacionalidad   | Equipo                | Equipo ABA           |
| ----- | ---- | -------------- | ---- | -------------- | --------------------- | -------------------- |
| 1     | 1    | Moses Malone   | F/C  | Estados Unidos | New Orleans Jazz      | Spirits of St. Louis |
| 1     | 2    | Mark Olberding | F    | Estados Unidos | Los Angeles Lakers    | San Antonio Spurs    |
| 2     | 3    | Mel Bennett    | F    | Estados Unidos | Philadelphia 76ers    | Virginia Squires     |
| 3     | 4    | Skip Wise      | G    | Estados Unidos | Golden State Warriors | San Antonio Spurs    |
| 4     | 5    | Charles Jordan | F    | Estados Unidos | Buffalo Braves        | Indiana Pacers       |

## Traspasos
1. 1 2
2. 1 2
3. ↑  El 17 de mayo de 1974, Los Angeles Lakers adquirió una elección de primera ronda de Cleveland Cavaliers a cambio de Jim Chones.[24] Los Lakers utilizaron esta elección de draft para seleccionar a Junior Bridgeman.
4. ↑  El 28 de mayo de 1975, Kansas City Kings adquirió la décima elección de New Orleans Jazz a cambio de Ron Behagen y una elección de segunda ronda de 1976.[25] Previamente los Jazz adquirieron a Henry Bibby y una elección de primera ronda el 1 de febrero de 1975 de New York Knicks a cambio de Jim Barnett y Neal Walk. Previamente los Knicks adquirieron la elección el 26 de diciembre de 1974 de Detroit Pistons a cambio de Howard Porter.[26] Los Kings utilizaron esta elección de draft para seleccionar a Bill Robinzine.
5. ↑  El 3 de septiembre de 1974, Golden State Warriors adquirió a Clifford Ray y una elección de primera ronda de Chicago Bulls a cambio de Nate Thurmond.[27] Los Warriors utilizaron esta elección de draft para seleccionar a Joe Bryant.
6. 1 2
7. ↑  El día del draft, Phoenix Suns adquirió una elección de primera ronda de Buffalo Braves a cambio de una elección de primera ronda de 1976.[28] Los Suns utilizaron esta elección de draft para seleccionar a Ricky Sobers.
8. ↑  El 24 de septiembre de 1974, Golden State Warriors adquirió una elección de segunda ronda de Los Angeles Lakers a cambio de Zelmo Beaty.[29] Los Warriors utilizaron esta elección de draft para seleccionar a Gus Williams.
9. ↑  El 7 de enero de 1974, Chicago Bulls adquirió una elección de segunda ronda de Seattle SuperSonics a cambio de John Hummer.[32] Los Bulls utilizaron esta elección de draft para seleccionar a Steve Green.
10. ↑  El 28 de mayo de 1974, New York Knicks adquirió a Howard Porter y una elección de segunda ronda de Chicago Bulls a cambio de una elección de primera ronda de 1974.[26] Previamente los Bulls adquirieron a John Hummer, la elección y una elección de segunda ronda de 1974 el 10 de septiembre de 1973 de Buffalo Braves a cambio de Gar Heard y Kevin Kunnert.[32] Los Knicks utilizaron esta elección de draft para seleccionar a Larry Fogle.
11. ↑  El 6 de septiembre de 1974, Phoenix Suns adquirió a Dave Stallworth y una elección de segunda ronda de Washington Bullets a cambio de Clem Haskins.[33] Los Suns utilizaron esta elección de draft para seleccionar a Allen Murphy.
12. ↑  El 23 de mayo de 1975, Phoenix Suns adquirió a Paul Westphal y las elecciones de segunda ronda de 1975 y 1976 de Boston Celtics a cambio de Charlie Scott.[34] Los Suns utilizaron esta elección de draft para seleccionar a Jimmy Dan Conner.
13. ↑  El 6 de diciembre de 1974, New Orleans Jazz adquirió una elección de tercera ronda de Los Angeles Lakers a cambio de Stu Lantz.[35] Los Jazz utilizaron esta elección de draft para seleccionar a Jim McElroy.
14. ↑  El 20 de agosto de 1974, Washington Bullets adquirió a Dick Gibbs y una elección de tercera ronda de Seattle SuperSonics a cambio de Archie Clark.[36] Los Bullets utilizaron esta elección de draft para seleccionar a Tom Kropp.
15. ↑  El 18 de septiembre de 1974, Portland Trail Blazers adquirió una elección de tercera ronda de Chicago Bulls a cambio de Mickey Johnson.[37] Los Blazers utilizaron esta elección de draft para seleccionar a Gus Gerard.
16. ↑  El 9 de octubre de 1973, Phoenix Suns adquirió las elecciones de tercera ronda de 1974 y 1975 de Washington Bullets (conocido como Capital Bullets) a cambio de Walt Wesley.[39] Los Suns utilizaron esta elección de draft para seleccionar a Bayard Forrest.